# Anke Feller
Pour les articles homonymes, voir Feller.
Anke Feller (née le 26 septembre 1971 à Göttingen) est une athlète allemande spécialiste du 400 mètres.

## Palmarès

### Championnats du monde d'athlétisme
- Championnats du monde d'athlétisme 1997 à Athènes,  Grèce
  -  Médaille d'or du relais 4 × 400 m
- Championnats du monde d'athlétisme 1999 à Séville,  Espagne
  -  Médaille de bronze du relais 4 × 400 m

### Championnats du monde d'athlétisme en salle
- Championnats du monde d'athlétisme en salle 1997 à Paris,  France
  -  Médaille de bronze du relais 4 × 400 m

### Championnats d'Europe d'athlétisme
- Championnats d'Europe d'athlétisme 1998 à Budapest,  Hongrie
  -  Médaille d'or du relais 4 × 400 m

## Records
Son record personnel sur 400 mètres en plein air est de 51 s 82, réalisé à Erfurt en 1999.